# Зайцев, Владимир Иванович
Влади́мир Ива́нович За́йцев (род. 28 сентября 1958, Свердловск, РСФСР) — советский и российский актёр театра, кино и дубляжа; заслуженный артист России (2014).

## Биография
Родился 28 сентября 1958 года в Свердловске. Отец — шофёр, подвергся раскулачиванию, участник Великой Отечественной войны. В 17 лет ушёл на фронт, приписав себе год. Мать — работница завода.
Ещё со времён учёбы в школе обладал внятной речью, вследствие чего играл в кукольных спектаклях. Позже занимался в драматическом кружке, в 16 лет поступил в театральное училище.
В 1980 году окончил ГИТИС (ныне РАТИ), актёр драматического театра и кино, педагог — В. А. Андреев.
С 1978 года — актёр Театра им. Ермоловой. Одной из первых ролей в театре Ермоловой стала роль Кая (в ермоловской версии Кея) в детском спектакле режиссёра Фаины Веригиной «Снежная королева». В настоящее время — ведущий актёр этого театра. Владимир Зайцев участвует в спектакле «Утиная охота» (Кушак) текущего репертуара театра.
Работал также в Московском академическом театре имени Евгения Вахтангова, московском муниципальном театре «Новая опера».
Сыграл более пятидесяти ролей в кино и на телевидении, в том числе в телевизионном сатирическом журнале «Фитиль», сценаристом одного и режиссёром семи сюжетов которого является сам. Обладатель Гран-при Московского Международного Фестиваля рекламы как креатор и копирайтер (за бренд «Соусы Ткемали TREST „B“»).
В начале 1990-х годов принимал участие в сюжетах программы «Оба-на!».
С 1994 года озвучивает рекламные ролики (Samsung, Космос ТВ и др.), иногда снимается в них. В дубляж попал в 1997 году по инициативе режиссёра Ярославы Турылёвой. В дублированных фильмах голосом озвучены персонажи, сыгранные такими актёрами, как Хит Леджер, Джейсон Стейтем и Роберт Дауни-младший. Читал текст в заставках городов и во вступлении в скетч-шоу «Наша Russia» на ТНТ. В 2000-х годах также озвучивал компьютерные игры, впоследствии негативно отзывался о данном опыте.
С 2009 года является официальным «голосом» радиостанции «Пионер FM».

### Семья
Жена (с 1998 года) — Татьяна Юрьевна Шумова (р. 21 августа 1953), актриса, с которой он познакомился в 1986 году. Есть двое детей — Лидия и Иван.

## Фильмография
- 1981 — Против течения — комиссар Челноков
- 1981 — Они были актёрами — Олег Савватеев, ученик художника, подпольщик
- 1982 — Взять живым — Коноплёв
- 1982 — Не хочу быть взрослым — Андрей Никитин, младший лейтенант милиции
- 1985 — Лиха беда начало — директор обувной фабрики
- 1986 — Затянувшийся экзамен — Юра
- 1986 — Говори — первый тракторист
- 1988 — Воскресенье, половина седьмого — Владимир Сухарников, бывший зэк
- 1989 — Приговорённый — Алексей Степанович Бахметьев, водитель
- 1992 — Осколок «Челленджера» — Валера
- 1992 — Азбука любви
- 1992 — Рэкет —
- 1992 — Старые молодые люди — Константин Игоревич Уваров, социолог
- 1993 — Шейлок
- 1993 — Скандал в нашем Клошгороде —
- 1996 — Доктор Угол (серии «Гаишник», «Уголовник», «Наёмник», «Братан»)
- 1998 — Сибирский цирюльник — адъютант Радлова
- 1998 — Цветы от победителей — «Лысоватый»
- 2001 — Подозрение — Игорь
- 2001 — Львиная доля — Симонов Олег Николаевич
- 2001 — Гражданин начальник — Илья Матвеевич Голдобов
- 2001 — Пятый угол — Быстряк
- 2002 — Next 2 — Макинец
- 2002 — Ледниковый период — полковник Каморин
- 2002 — Антикиллер — наёмный убийца из Питера
- 2002 — Марш Турецкого 2. Фильм 9 «Кто стреляет последним» — Марат
- 2002 — Жених для Барби — Володя
- 2003 — Участок — следователь
- 2003 — Красный змей — Гуров
- 2003 — Тёмная лошадка — вор-авантюрист Ян Жилецкий
- 2003 — Зажигайка — Шрам
- 2003 — Амапола — Терещенко
- 2003 — Стилет 2 — Андрей Агарков
- 2003 — Бульварный переплёт — Кипарисов
- 2004 — Даша Васильева. Любительница частного сыска-3 — Леня
- 2004 — Личный номер — директор ФСБ
- 2004 — Пепел Феникса
- 2004 — 2006 — Опера. Хроники убойного отдела — Скворцов
- 2005 — Статский советник — Фон Зейдлиц
- 2005 — Убойная сила 6 — Мельников, адвокат
- 2005 — Есенин — Самсонов
- 2005 — Слепой-2 —  Поланский
- 2005 — Охота на изюбря — Арбатов
- 2006 — Охотник — Усатов
- 2006 — Под Большой медведицей
- 2007 — Консервы — следователь
- 2007 — Иное — рассказчик
- 2007 — Комната потерянных игрушек — следователь Руслан
- 2007 — На пути к сердцу —  главврач
- 2007 — Оплачено смертью — Алекс Волков / князь Волков
- 2007 — Диверсант 2: Конец войны — Мюллер
- 2007 — Руд и Сэм — директор дома престарелых
- 2007 — Река-море (сериал) — старший помощник Громов
- 2008 — Жестокий бизнес — Михаил Юрьевич Панкратов
- 2007 — Хиромант 2 — Следователь Дробышев
- 2008 — Адмиралъ — Генерал-майор Зиневич
- 2008 — Братаны — Анатолий Геннадьевич Шведов «Швед», бандит-сутенёр
- 2009 — Адмиралъ (сериал) — Генерал-майор Зиневич
- 2009 — Отряд Кочубея (Вторые) — уголовник «Седой»
- 2010 — Мой личный враг — Илья
- 2010 — Достоевский — генерал Василий Васильевич Корвин-Круковский
- 2010 — А мама лучше! — Андрей Петрович
- 2010 — Тридцать седьмой роман — Григорий Ветлугин
- 2010 — V Центурия. В поисках зачарованных сокровищ — Генрих Рост
- 2011 — Лесник — Андрей Скоробогатов
- 2011 — Правила маскарада — Антон Куракин
- 2011 — Срочно в номер! — Французский сувенир — Жак Морель, французский полицейский
- 2011 — Терминал — Виктор
- 2011 — Побег 2 — новый начальник ИТО № 24
- 2011 — Высоцкий. Спасибо, что живой — Николай Лукьянович Дупак
- 2012 — Санта Лючия — Воентовский
- 2012 — Шериф 2 — Волков
- 2012 — Август. Восьмого — Министр обороны
- 2012 — Частное пионерское — Вадим Михайлович Хрусталёв
- 2012 — Искатели приключений — Вадим
- 2012 — Казак —  Зарецкий
- 2012 — Краплёный — Ростислав Юрьевич Мельчалов
- 2012 — Большая ржака — участковый
- 2012 — Глаз Божий (документальный) — Сергей Иванович Щукин
- 2012 — Чкалов — Андрей Николаевич Туполев
- 2012 — Человек приманка — Владимир Иванович, генерал ФСБ
- 2012 — Нереальная история — полковник КГБ Юрий Андреевич, отец Александры
- 2013 — Думай как женщина — Лев Михайлович Алтухов, генеральный директор туристической компании «Отдохни и Ко»
- 2013 — Криминальный блюз для саксофона —
- 2013 — Опечаток любви — Семен Борисович Баев, отец Игоря
- 2013 — Легенды о Круге — Вор в законе «Седой», друг Михаила Круга
- 2013—2019 — Молодёжка — Вадим Юрьевич Казанцев
- 2013 — Частное пионерское — Вадим Михайлович Хрусталёв
- 2013 — Три мушкетёра — Рошфор
- 2014 — Бесы — Иван Львович Флибустьеров, полицмейстер
- 2014 — Дорога без конца — отец Константин
- 2014 — Бык и Шпиндель — Шпиндель
- 2015 — Всё только начинается (телесериал) — Геннадий Львович Манзуров, финансовый директор холдинга
- 2015 — Батальонъ — генерал Алексеев
- 2016 —  Шелест — Павел Анатольевич Шелест, подполковник полиции
- 2015 — Неуловимые 2. Джек-пот — отец Лазаря
- 2016 — Гастролёры — Барсук
- 2016 — Следователь Тихонов — Сергей Крутин, майор милиции
- 2016 — Один против всех — Александр Владимирович Данилин («Ферзь»), криминальный авторитет
- 2017 — Демон революции — Николай Лунц
- 2018 — Неуловимые: Джекпот — отец Лазаря
- 2018 — Девичник — Кот
- 2018 — Шелест. Большой передел — Павел Анатольевич Шелест, подполковник полиции
- 2019 — Француз — Василий
- 2019 — Безсоновъ — Дмитрий Сергеевич Лендорф, полицмейстер
- 2020 — Погнали — Фёдор Михайлович, криминальный босс
- 2021 — За час до рассвета — Александр Константинович Ярцев, комиссар госбезопасности
- 2021 — Призрак — Юрий Рудольфович Гришин, учёный
- 2021 — Красная зона — Юрий
- 2021 — Чемпион мира — Аранович
- 2022 — Елизавета — Алексей Григорьевич Долгоруков, князь
- 2024 — Командир — Спиридонов
- 2024 — Одесса
- 2024 — По зову сердца
- 2024 — Молодёжка. Новая смена — Вадим Юрьевич Казанцев, проректор Политехнического университета по молодёжной политике, генеральный менеджер хоккейной команды «Акулы Политеха»

## Актёр киножурнала «Фитиль»
- 2004 — Выпуск № 7: «Клятва Гиппократа» — пациент
- 2004 — Выпуск № 17: «Маэстро, ваш выход!» — адвокат Андрея Матвеевича
- 2005 — Выпуск № 31: «Замечательная буква» — пациент, специалист Министерства здравоохранения по связям с общественностью
- 2005 — Выпуск № 37: «Привилегия» — Николай, водитель Николая Николаевича
- 2005 — Выпуск № 47: «Радость в каждый дом» — мастер бригады строителей
- 2005 — Выпуск № 48: «Какой Хуан?» — Иваныч
- 2006 — Выпуск № 72: «На живца» — «Моисей Абрамович Карманов», сотрудник УБЭП под прикрытием владельца фотостудии
- 2006 — Выпуск № 73: «Штрафной бросок» — главный судья хоккейного матча
- 2006 — Выпуск № 74: «Богатырская наша сила!» — богатырь
- 2006 — Выпуск № 79: «Медопределитель» — водитель
- 2006 — Выпуск № 87: «Отцы и дети» — отец
- 2007 — Выпуск № 158: «Вредная игра» — папа мальчика
- 2008 — Выпуск № 161: «Новогодние чудеса» — Альберт Никифорович, мэр города
- 2008 — Выпуск № 162: «С думой о людях» — депутат
- 2008 — Выпуск № 164: «Самый подлый журналист» — телеведущий

## Режиссёр киножурнала «Фитиль»
- 2005 — Выпуск № 39: «Бедствие»
- 2005 — Выпуск № 45: «Замечательный голос»
- 2005 — Выпуск № 48: «Какой Хуан?»
- 2005 — Выпуск № 52: «Прямой эфир»
- 2005 — Выпуск № 55: «Идеальный документ»
- 2006 — Выпуск № 74: «Богатырская наша сила!» (также сценарист)
- 2006 — Выпуск № 79: «Медопределитель»

## Дубляж

### Фильмы

#### Роберт Дауни-младший
- 2007 — Зодиак — репортёр Пол Эвери[10]
- 2008 — Железный человек — Тони Старк / Железный человек[10]
- 2008 — Невероятный Халк — Тони Старк / Железный человек[10]
- 2008 — Солдаты неудачи — Кирк Лазарус[11]
- 2009 — Шерлок Холмс — Шерлок Холмс[11]
- 2010 — Железный человек 2 — Тони Старк / Железный человек[10]
- 2011 — Шерлок Холмс: Игра теней — Шерлок Холмс[11]
- 2012 — Мстители — Тони Старк / Железный человек[10]
- 2013 — Железный человек 3 — Тони Старк / Железный человек[10]
- 2015 — Мстители: Эра Альтрона — Тони Старк / Железный человек[10]
- 2016 — Первый мститель: Противостояние — Тони Старк / Железный человек[10]
- 2017 — Человек-паук: Возвращение домой — Тони Старк / Железный человек[10]
- 2018 — Мстители: Война бесконечности — Тони Старк / Железный человек[10]
- 2019 — Мстители: Финал — Тони Старк / Железный человек[10]
- 2020 — Удивительное путешествие доктора Дулиттла — доктор Джон Дулиттл[10]

#### Джейсон Стейтем
- 2011 — Без компромиссов — Брант[11]
- 2011 — Профессионал — Дэнни[11]
- 2012 — Неудержимые 2 — Ли Кристмас[11]
- 2012 — Защитник — Люк Райт[12]
- 2012 — Паркер — Паркер[11]
- 2013 — Форсаж 6 — Деккард Шоу[11]
- 2013 — Последний рубеж — Фил Брокер[11]

#### Другие фильмы
- 2001 — Парк юрского периода III — Пол Кёрби (Уильям Х. Мэйси)
- 2008 — Тёмный рыцарь — Джокер (Хит Леджер)[13]
- 2009 — Разомкнутые объятия — Матео Бланко / Гарри Кейн (Луис Омар)[12]
- 2009 — Бесславные ублюдки — лейтенант Альдо Рэйн (Брэд Питт)[12]
- 2011 — 1+1 — Филипп (Франсуа Клюзе)[11]
- 2011 — Опасный метод — Карл Густав Юнг (Майкл Фассбендер)[11]
- 2013 — Пипец 2 — Полковник Америка (Джим Керри)[11]
- 2013 — Капитан Филлипс — капитан Ричард Филлипс (Том Хэнкс)[11]
- 2020 — Соник в кино — Доктор Айво Роботник (Джим Керри)[14]
- 2022 — Соник в кино 2 — Доктор Айво Роботник (Джим Керри)[14]

### Мультфильмы
- 2007 — Рататуй — Живодэр[15][16]
- 2008 — Приключения Десперо — Болдо[17]
- 2009 — Наша Маша и волшебный орех — Император
- 2011 — Гномео и Джульетта — Тибальт[18]
- 2021 — Зверопой 2 — Клэй Кэллоуэй[источник не указан 408 дней]

### Телесериалы
- 2021 — Засланец из космоса — Гарри Вандершпигель (Алан Тьюдик) (дубляж студии «Zone Vision» по заказу ТВ-3, 2022 г.)[5]

### Аниме
- 2022 — Человек-бензопила — Кисибэ (дубляж Flarrow Films 2025 г.)[19]

### Компьютерные игры
- 2007 — Ведьмак — Геральт из Ривии[9]
- 2023 — Hogwarts Legacy — Виктор Руквуд[20] (озвучка студии GamesVoice)

## Озвучивание

### Фильмы
- 2010 — Наша Russia. Яйца судьбы — Рассказчик
- 2025 — Наша Russia. 8 марта — Рассказчик

### Мультфильмы
- 2018 — Снежная Королева: Зазеркалье — Харальд

### Аудиопостановки
- 2016 — Аудиодрама «Гробница Саргераса» — Рассказчик[21].
- 2016 — «Декоратор» — Рассказчик
- 2016 — «Билджвотер: Огненный прилив» — Рассказчик
- 2017 — Аудиодрама «Тысяча лет войны» — Рассказчик[22]

### Документальные фильмы
- 2002 — «ГАЗ. Русские машины. Дорога длиной в 70 лет» (производство кинокомпании «Таббак»)
- 2006 — «Что скрывает Ефим Шифрин?» («Первый канал»)